# Dieter Thomä

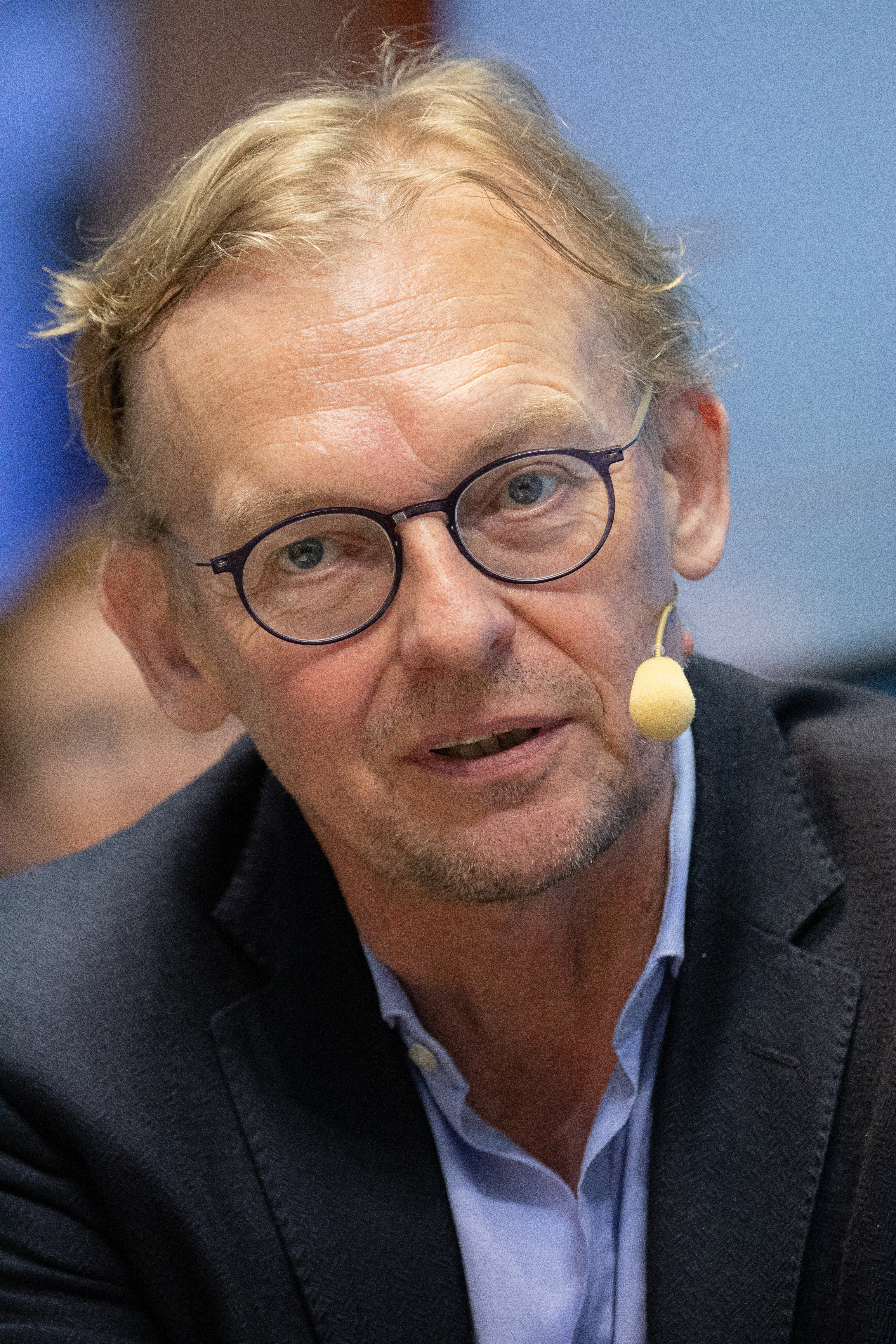
Dieter Thomä (2019)

Dieter Thomä (* 29. November 1959 in Heidelberg) ist ein deutscher Philosoph und Hochschullehrer. Er war von 2000 bis 2023 Professor an der Universität St. Gallen.

## Leben
Dieter Thomä ist der Sohn des Arztes und Psychoanalytikers Helmut Thomä (1921–2013). Er arbeitete nach einem Volontariat an der Henri-Nannen-Journalistenschule zunächst als Redakteur beim Sender Freies Berlin. Anschließend studierte er in Berlin und Freiburg im Breisgau und lehrte in Paderborn und Rostock. Mit einer Untersuchung Zur Kritik der Textgeschichte Martin Heideggers 1910–1976 wurde Thomä 1989 an der Universität Freiburg promoviert. Nach seiner Habilitation 1997 an der Universität Rostock war er als Gastdozent an der New School for Social Research in New York, als Gastprofessor an der Freien Universität Berlin und an der Universität Essen tätig. Von 2000 bis 2023 war Dieter Thomä Professor für Philosophie an der Universität St. Gallen. Seine Arbeitsschwerpunkte waren Sozialphilosophie, Ethik, Kulturphilosophie, politische Philosophie, Phänomenologie und der Diskurs um die sokratische Frage, „wie zu leben sei“.
In seinem 2016 erschienenen Buch Puer Robustus erweitert Thomä die herkömmlichen Modelle der politischen Philosophie, in denen „die Eigenen“ und „die Anderen“ oder Freund und Feind durch eine Grenze getrennt sind, durch ein neues Konzept der „Schwelle“. Die Schwelle erweitert die Grenze, welche nur ausgrenzt, um einen Platz, auf dem sich der Störenfried, der Puer Robustus, befindet. Er wirkt damit ins Innere hinein, ohne ganz dazu zu gehören – wie der Tunneleffekt durch eine endliche Potentialschwelle. In seinem Buch entwickelt Thomä eine Typologie von Störenfrieden und untersucht ihre Wirkung auf die Gemeinschaft. In seinem 2019 veröffentlichten Buch Warum Demokratien Helden brauchen postulierte er eine Bedrohung der Demokratie durch fundamentalistische Feinde und autokratische Mächte wie Russland oder China. Wehrhaft sei eine Demokratie, „wenn sie in den Köpfen der Menschen lebendig ist, und nicht schon dann, wenn der Staat für Ordnung sorgt“.

## Auszeichnungen
- 1996: Preis für Essayistik beim Joseph-Roth-Preis für internationale Publizistik, Klagenfurt

## Schriften
- Post-. Nachruf auf eine Vorsilbe. Suhrkamp, Berlin 2025, ISBN 978-3-518-58830-7.
- Warum Demokratien Helden brauchen. Plädoyer für einen zeitgemäßen Heroismus. Ullstein, Berlin 2019, ISBN 978-3-550-20033-5.
- Puer robustus. Eine Philosophie des Störenfrieds. Suhrkamp, Berlin 2016, ISBN 978-3-518-58690-7.[5]
- Gibt es noch eine Universität? Zwist am Abgrund – eine Debatte in der Frankfurter Zeitung 1931/32. Konstanz University Press, Konstanz 2012, ISBN 978-3-86253-030-4.
- Väter. Eine moderne Heldengeschichte. Carl Hanser, München 2008, ISBN 978-3-446-23024-8.
- Totalität und Mitleid. Richard Wagner, Sergej Eisenstein und unsere ethisch-ästhetische Moderne. Suhrkamp, Frankfurt am Main 2006.
- Vom Glück in der Moderne. 3. Auflage. Suhrkamp, Frankfurt am Main 2003.
- Unter Amerikanern. Eine Lebensart wird besichtigt. 2. Auflage. C.H. Beck, München 2001.
- Erzähle dich selbst. Lebensgeschichte als philosophisches Problem. C.H. Beck, München 1998. (2. Aufl. Suhrkamp, Frankfurt am Main 2007)
- Eltern. Kleine Philosophie einer riskanten Lebensform. C.H. Beck, München 1992. (2. Aufl.: Deutscher Taschenbuchverlag, München 1995; 3. um ein „Nachwort nach zehn Jahren“ erweiterte Auflage. C.H. Beck, München 2002; span. Übers.: Padres. Pequeña filosofía de una forma de vida arriesgada. Galaxía Gutenberg, Barcelona 1996; holländ. Übers.: Ouders. Kleine Filosofie van een riskante levensvorm. Agora, Kampen 2003)
- Die Zeit des Selbst und die Zeit danach. Zur Kritik der Textgeschichte Martin Heideggers 1910–1976. Suhrkamp, Frankfurt am Main 1990.